# 286-я стрелковая дивизия
286-я стрелковая Ленинградская Краснознамённая дивизия — воинское соединение Вооружённых Сил СССР в Великой Отечественной войне.

## История
Дивизия формировалась с 18 июля 1941 по 1 августа 1941 года в Череповце, Кущубе, Шексне по большей части из призывников среднего и пожилого возраста Вологодской области, Ленинградской области. Прибыла железной дорогой 6 сентября на станции Войбокало и Назия. Неподготовленная дивизия (например к выходу на передовую в артиллерийском полку вообще не имелось артиллерийского вооружения, оно появилось только через два месяца) заняла исходные позиции для наступления на линии озеро Синявинское — посёлок Михайловский — Сиголово — Карбусель.
В составе действующей армии со 2 сентября 1941 по 6 апреля 1944, с 1 мая 1944 по 1 декабря 1944 и с 11 декабря 1944 по 11 мая 1945 года.
Участвовала во всех попытках прорыва блокады Ленинграда
Приняла боевое крещение в Кировском районе Ленинградской области 09.09.1941 на рубеже Тортолово — Мишкино — Вороново. C 10.09.1941 перешла в наступление на Мгу и Синявино, результатов не добилась, атакованная танковыми частями противника была отброшена на 10-12 километров к восточному берегу реки Назия с рубежа Турышкино — посёлок Михайловский на рубеж платформа Русановская — Михалёво, где задержала наступление противника. В первом же бою потеряла своего командира, комиссара, пятую часть личного состава, штаб дивизии был «стёрт в порошок» ¹ (недоступная ссылка). В сентябре 1941 года стояла южнее железной дороги Мга — Волхов, в районе деревень Поречье и Вороново фронтом на запад. 24 сентября 1941 года нанесла удар вдоль железной дороги на Мгу и вышла на рубеж река Чёрная — Мышкино — Поречье — Вороново.
Во время Тихвинской оборонительной операции в ноябре и декабре 1941 года дивизия отразила два наступательных удара противника, удерживала свои позиции даже находясь в полуокружении.
С декабря 1941 года по август 1942 года дивизия занимала оборону на тех же рубежах, занимая фронт длиной 22,5 километра. На 18 апреля 1942 года находилась на рубеже озеро Линево, отм. 56.0, Бараки (3 км севернее посёлка № 8), рабочий посёлок № 2.
27 августа 1942 года дивизия перешла в наступление. В боях с 27 августа по 3 сентября сильный опорный пункт Вороново обходом с юго-запада был частично взят.
В ночь с 19 на 20 апреля 1943 года, после Карбусельской операции, часть дивизии передислоцировалась и приняла оборону 372-й стрелковой дивизии на рубеже Мишкино — Поляны. В июле 1943 года принимала участие в Мгинской операции, наступление было неудачным, дивизия была направлена на отдых и пополнение.
Затем дивизия была передислоцирована на новое направление, переброшена со станции Путилово и с 24 января 1944 была введена в прорыв обороны противника на Новгородском направлении в районе разъезда Нащи 20 километров западнее Новгорода, имея задачу прорвать промежуточный рубеж прикрытия Нащи 1-е, Люболяды, Башково.
Итоги месячных боёв 286-й стрелковой дивизии за период с 24 января по 24 февраля 1944 года.
…За период месячного наступления дивизия преодолевая ожесточённое сопротивление противника по трудно-проходимой местности, в основном без средств усиления продвинулась вперёд на 160 км, преодолев 11 промежуточных рубежей сопротивления противника, овладев более 86 населёнными пунктами из них крупные населённые пункты: Люболяны, Нехино, Марино, Заосье, Скачели, Дорогобуж, Борок, Хрибцы, Остров, Озерево, Новые и Старые Гусины, Ивня, Русыня, Холуи, Большие Торошковичи, Великое Село, Большие и Малые Шатновицы, Замошье, Заплюсье, Заречье, Дуброво, Заполье, Милютино, Николаево, Новоселье, Комарино, Маяково, крупным железнодорожным узлом и районным центром Ленинградской области Батецкая, железнодорожной станцией Люболяды, Мойка.
Наши потери в личном составе за месяц наступательных боёв: убито — 802, ранено — 2367, пропало без вести — 120 человек. 
После операции отправлена на отдых и пополнение.
Летом 1944 года направлена на Карельский перешеек для участия в Выборгской операции, принимает участие в ней с 10.06.1944 года, форсирует реку Сестра, прорвала оборону на рубеже Ку́утерселькя — Мустамяки — Сахакюля, на 15.06.1944 года находилась в районе Ку́утерселькя, по окончании операции, 19.06.1944 дивизия подошла к станции Кямяря (на железной дороге к Выборгу), в сентябре 1944 года выведена в резерв.
В декабре-январе 1945 года по маршруту Выборг, Лихославль, Торжок, Вязьма, Брянск, Коростень, Львов, Жешув переброшена в Польшу.
В ходе Сандомирско-Силезской операции сначала наступала во втором эшелоне армии, одним полком приняла участие в освобождении Кракова. На 24.01.1945 года дивизии была поставлена задача атаковать с рубежа Явожно — Бычина в направлении на Костов, прорвать оборону противника по реке Пшемша и к исходу 24.01.1945 овладеть рубежом Мысловице — Холдунув. Наступление изначально продвигалось медленно, тем не менее, 27 января 1945 дивизия приняла участие в освобождении Мысловице. К 29.01.1945 дивизия вышла к Одеру в районе Клейн —Гросс-Рауден.
В Нижне-Силезской операции участвовала во вспомогательном ударе, в Верхне-Силезской операции участвовала в разгроме Оппельнской группировки врага.
Закончила войну участием в Берлинской операции.

## Состав
- 994-й стрелковый полк
- 996-й стрелковый полк
- 998-й стрелковый полк
- 854-й артиллерийский полк
- 586-й зенитный артиллерийский дивизион
- 370-й отдельный истребительно-противотанковый дивизион
- 317-я отдельная разведывательная рота
- 585-й отдельный сапёрный батальон
- 721-й отдельный батальон связи
- 345-й отдельный медико-санитарный батальон
- 345-я отдельная рота химической защиты
- 420-я автотранспортная рота
- 376-я полевая хлебопекарня
- 708-й дивизионный ветеринарный лазарет
- 939-я полевая почтовая станция
- 822-я полевая касса Государственного банка

Перечень № 5 Стрелковых, горнострелковых, мотострелковых и моторизованных дивизий, входивших в состав действующей армии в годы Великой Отечественной войны 1941—1945 гг. / А. П. Покровский. — М.: Министерство обороны, 1956. — 218 с.

## Укомплектованность
- на 01.10.1941 года насчитывала 6016 человек, 102 станковых и ручных пулемёта, 27 орудий калибра 76 мм и выше, 5 миномётов.
- на 01.01.1943 года насчитывала 7063 человека.

## Подчинение
| Дата            | Фронт (округ)               | Армия      | Корпус (группа)         | Примечания   |
| --------------- | --------------------------- | ---------- | ----------------------- | ------------ |
| 01.08.1941 года | Архангельский военный округ | —          | —                       | —            |
| 01.09.1941 года | Резерв Ставки ВГК           | —          | —                       | —            |
| 01.10.1941 года | Ленинградский фронт         | 54-я армия | —                       | —            |
| 01.11.1941 года | Ленинградский фронт         | 54-я армия | —                       | —            |
| 01.12.1941 года | Ленинградский фронт         | 54-я армия | —                       | —            |
| 01.01.1942 года | Ленинградский фронт         | 54-я армия | —                       | —            |
| 01.02.1942 года | Ленинградский фронт         | 8-я армия  | —                       | —            |
| 01.03.1942 года | Ленинградский фронт         | 8-я армия  | —                       | —            |
| 01.04.1942 года | Ленинградский фронт         | 8-я армия  | —                       | —            |
| 01.05.1942 года | Ленинградский фронт         | 8-я армия  | —                       | —            |
| 01.06.1942 года | Ленинградский фронт         | 8-я армия  | —                       | —            |
| 01.07.1942 года | Волховский фронт            | 8-я армия  | —                       | с 09.06.1942 |
| 01.08.1942 года | Волховский фронт            | 8-я армия  | —                       | —            |
| 01.09.1942 года | Волховский фронт            | 8-я армия  | —                       | —            |
| 01.10.1942 года | Волховский фронт            | 8-я армия  | —                       | —            |
| 01.11.1942 года | Волховский фронт            | 8-я армия  | —                       | —            |
| 01.12.1942 года | Волховский фронт            | 8-я армия  | —                       | —            |
| 01.01.1943 года | Волховский фронт            | 8-я армия  | —                       | —            |
| 01.02.1943 года | Волховский фронт            | 8-я армия  | —                       | —            |
| 01.03.1943 года | Волховский фронт            | 8-я армия  | —                       | —            |
| 01.04.1943 года | Волховский фронт            | 8-я армия  | —                       | —            |
| 01.05.1943 года | Волховский фронт            | 8-я армия  | —                       | —            |
| 01.06.1943 года | Волховский фронт            | 8-я армия  | —                       | —            |
| 01.07.1943 года | Волховский фронт            | 8-я армия  | —                       | —            |
| 01.08.1943 года | Волховский фронт            | 8-я армия  | —                       | —            |
| 01.09.1943 года | Волховский фронт            | 8-я армия  | —                       | —            |
| 01.10.1943 года | Волховский фронт            | 8-я армия  | —                       | —            |
| 01.11.1943 года | Волховский фронт            | 8-я армия  | —                       | —            |
| 01.12.1943 года | Волховский фронт            | 8-я армия  | —                       | —            |
| 01.01.1944 года | Волховский фронт            | 8-я армия  | 119-й стрелковый корпус | —            |
| 01.02.1944 года | Волховский фронт            | 59-я армия | 6-й стрелковый корпус   |              |
| 01.03.1944 года | Волховский фронт            | 8-я армия  | 6-й стрелковый корпус   | с 15.02.1944 |
| 01.04.1944 года | Ленинградский фронт         | —          | 124-й стрелковый корпус | —            |
| 01.05.1944 года | Ленинградский фронт         | 21-я армия | 124-й стрелковый корпус |              |
| 01.06.1944 года | Ленинградский фронт         | 21-я армия | 109-й стрелковый корпус | —            |
| 01.07.1944 года | Ленинградский фронт         | 21-я армия | 94-й стрелковый корпус  | —            |
| 01.08.1944 года | Ленинградский фронт         | 21-я армия | 94-й стрелковый корпус  | —            |
| 01.09.1944 года | Ленинградский фронт         | 21-я армия | 94-й стрелковый корпус  | —            |
| 01.10.1944 года | Ленинградский фронт         | 59-я армия | 43-й стрелковый корпус  | —            |
| 01.11.1944 года | Ленинградский фронт         | 59-я армия | 43-й стрелковый корпус  |              |
| 01.12.1944 года | Резерв Ставки ВГК           | 59-я армия | 115-й стрелковый корпус | с 02.12.1944 |
| 01.01.1945 года | 1-й Украинский фронт        | 59-я армия | 115-й стрелковый корпус | —            |
| 01.02.1945 года | 1-й Украинский фронт        | 59-я армия | 115-й стрелковый корпус |              |
| 01.03.1945 года | 1-й Украинский фронт        | 21-я армия | 118-й стрелковый корпус | —            |
| 01.04.1945 года | 1-й Украинский фронт        | 59-я армия | —                       | —            |
| 01.05.1945 года | 1-й Украинский фронт        | 59-я армия | 115-й стрелковый корпус | —            |

## Командиры
- Соколов, Геннадий Николаевич (10.07.1941 — 11.09.1941), полковник (погиб у д. Вороново)
- Бадерко, Александр Григорьевич (сентябрь — ноябрь 1941), полковник[1]
- Козик, Емельян Васильевич (ноябрь 1941 — 25.03.1942), генерал-майор
- Фетисов, Фёдор Кузьмич (26.03.1942 — 23.06.1942), полковник
- Абакумов, Дмитрий Львович (24.06.1942 — 14.01.1943), полковник, с 10.11.1942 генерал-майор
- Волков, Александр Александрович (15.01.1943 — 21.08.1943), полковник
- Царёв, Фома Юрьевич (22.08.1943 — 13.02.1944), полковник (смертельно ранен 12.02.1944 у станции Батецкая)
- Гришин, Михаил Данилович (14.02.1944 — 11.05.1945), генерал-майор.

## Награды и наименования
| Награда (наименование)                | Дата                 | За что награждена |
| ------------------------------------- | -------------------- | --- |
| Почётное наименование «Ленинградская» | 22 июня 1944 года    | присвоено приказом Верховного Главнокомандующего № 0172 от 22 июня 1944 года за отличие в боях при прорыве сильно укреплённой, развитой в глубину, долговременной обороны финнов и овладение городами Яппиля и Териоки 11 июня 1944 года. |
| Орден Красного Знамени                | 19 февраля 1945 года | награждена указом Президиума Верховного Совета СССР от 19 февраля 1945 года за образцовое выполнение заданий командования в боях с немецкими захватчиками, за овладение городом Краков и проявленные при этом доблесть и мужество.        |

Награды частей дивизии:
- 994-й стрелковый Краковский[3] полк
- 996-й стрелковый ордена Александра Невского[4] полк
- 998-й стрелковый ордена Александра Невского[4] полк
- 854-й артиллерийский Краковский[3] полк

## Отличившиеся воины дивизии
| Награда | Ф. И. О.                        | Должность                                                                                              | Звание                                  | Дата награждения                 | Примечания          |
| ------- | ------------------------------- | --- | --------------------------------------- | -------------------------------- | ------------------- |
|         | Аверьянов, Иван Лукич           | Командир отделения 994-го стрелкового полка                                                            | младший сержант сержант старший сержант | 19.06.1944 28.09.1944 27.06.1945 |                     |
|         | Власов, Михаил Константинович   | заместитель командира 370-го отдельного истребительно-противотанкового дивизиона по политической части | капитан                                 | 21.07.1944                       | награждён посмертно |
|         | Двуреченский, Николай Иванович  | командир взвода 994-го стрелкового полка                                                               | лейтенант                               | 10.04.1945                       |                     |
|         | Кокора, Семён Васильевич        | командир батареи 370-го отдельного истребительно-противотанкового артиллерийского дивизиона            | старший лейтенант                       | 10.04.1945                       |                     |
|         | Кораблин, Владимир Васильевич   | Стрелок 994-го стрелкового полка                                                                       | красноармеец                            | 21.07.1944                       | награждён посмертно |
|         | Кузнецов, Михаил Михайлович     | стрелок 996-го стрелкового полка                                                                       | красноармеец                            | 10.04.1945                       |                     |
|         | Мозжерин, Степан Фёдорович      | командир взвода 996-го стрелкового полка                                                               | лейтенант                               | 10.04.1945                       |                     |
|         | Норсеев, Вячеслав Александрович | наводчик орудия 370-го отдельного истребительно-противотанкового дивизиона                             | старший сержант                         | 10.04.1945                       |                     |
|         | Орлов, Павел Александрович      | Командир пулемётного расчёта 994-го стрелкового полка                                                  | старший сержант                         | 20.04.1945                       | награждён посмертно |
|         | Юрьев, Алексей Николаевич       | командир взвода разведки отдельного лыжного батальона                                                  | младший лейтенант                       | 10.04.1945                       | награждён посмертно |

## Память
- Памятный знак воинам 286-й стрелковой дивизии в Волховском районе на реке Назия
- Плита на мемориальном кладбище воинам 286-й стрелковой дивизии в посёлке Н. Малукса.
- Памятник воинам дивизии в Шексне
- Обелиск воинской славы «Штыки» в Череповце
- в честь Героя Советского Союза Орлова П. А. названа улица в Оренбурге